# Скритите думи
„Скритите думи“, (Kalimát-i-Maknúnih, на арабски: کلمات مکنونه), е книга, написана в Багдад около 1857 г. от Бахаулла, основателя на Бахайската вяра.
Произведението е написано отчасти на арабски и отчасти в персийски език. Създадено е под формата на сборник с изказвания – 71 на арабски език и 82 на персийски, в който Бахаулла твърди, че е дадена основната същност на определени духовни истини, написани на кратка форма. Бахаите са посветени от Абдул Баха, син на Бахаулла, да ги чете всеки ден и всяка нощ, за развитие на своята мъдрост в ежедневието.